# خروف
الضَأْن أو الخروف، قطيعه الغنم، ذكره الكبش، أنثاه النعجة وصغيره الحمل، حيوان عرفه الإنسان منذ قديم الزمان، كما يطلق عليه أيضاً اسم الكبش وهو ذكر الأغنام. تُربى الخراف في المنازل والمزارع والمرابع في قطعان، ويستخدم صوف وجلد الخراف في صناعة الملابس والأحذية والأغطية ومنتجات الزينة والديكور.
والضأن باسمه العلمي Ovis aries هو من الثدييات المدجنة ونباتية من عائلة البقريات والعائلة الفرعية الماعز. ويربي الإنسان الغنم من أجل لحومها، والحليب، والصوف والجلد الذي يصنع منه نوعية تدعى باسان.
وهي من الثدييات المجترة، ولا يكاد يوجد إلا الأليفة منها. ومثل باقي الحيوانات المجترة، فإن الخرفان هي من مزدوجات الأصابع. من المحتمل جدا أن ينحدر الخروف من الأيائل الأوروبية والآسيوية.
وتعدّ من أوائل الحيوانات المستأنسة وتستحب كثيرا لصوفها، ولحومها. صوف الغنم هو الشعر الحيواني الأكثر استخداما والتي يقطع بمجزات عادة (الجز). وقد يعتبر من أهم الحيوانات.
تربى الأغنام في جميع أنحاء العالم ولعبت دوراً أساسياً في العديد من الحضارات. وفي الوقت الحالي، تعدّ أستراليا، نيوزيلندا، باتاغونيا والمملكة المتحدة المناطق الرئيسية التي تكرس لتربية المواشي.
تعدّ الأغنام الحيوان الأساسي في تاريخ الزراعة، والغنم أثر كثيرا في ثقافة الإنسان. وترتبط الأغنام غالبا بالأرياف. وهي حاضرة في العديد من الأساطير، والأديان الرئيسية، وخاصة الديانات الإبراهيمية. وخاصة عند المسلمين فهي الأضحية المفضلة في عيد الأضحى.

## أعداء الخراف
تتعرض قطعان الأغنام للإصابة بالعديد من الطفيليات والأمراض. ومن الأمراض الشائعة بينها تحلُّل الأقدام، والتهاب الفم. كما تعاني الأغنام من الطفيليات الداخلية، ومن مرض يعرف باسم جرب الأغنام والذي يُسببه القراد والحلم.
كما يُسبِّب مرض الحكة، وهو مرض فيروسي، جسيمات مجهرية تُسمى البريونات. ويشبه هذا المرض كثيرًا مرض الماشية المعروف باسم التهاب الدماغ الإسفنجي البقري. وكثيرًا ما تُهاجم بعض الحيوانات المفترسة والذئاب قطعان الأغنام وتقتلها.
وقد يهجم ببغاء كِيَا النيوزيلندي بمنقاره الحاد المقوس على الأغنام، ويسبب لها جروحًا عميقة قد تتحول إلى قُروح مفتوحة.

## تسمين الخراف
تعدّ عملية تسمين الخراف في الأنشطة الاقتصادية والزراعية المهمة التي يقوم بها المربي بهدف الحصول على مردود مادي مجزٍ، حيث يمكن تشبيه عملية التسمين هذه بصناعة متكاملة تعمل على تحويل الأعلاف بمختلف أشكالها إلى منتج نهائي في صورة خراف سمينة مكتنزة باللحم، وذلك باستخدام وسائل إنتاج بسيطة ومتوفرة محلياً.

## غذاء اللحم
للحم الخروف فوائد عديدة ومنها:
- كبد الخروف هو أكثر الأعضاء غنًى بالبروتين والحديد العضوي؛ ولذا كان تناوله مهمًا بالنسبة للأشخاص الذين يعانون من الضعف العام وفقر الدم، كما أنه غني أيضاً بفيتامين «أ» و«د».
- الكليتان من الأعضاء الغنية كذلك بالبروتين والمواد المعدنية، ولكنهما فقيرتان من حيث نسبة الدهون وصعبتا الهضم لاحتوائهما على أنسجة ضامة.
- القلب به ألياف طويلة وسميكة؛ ولذا ينصح بأكله على هيئة لحم مفروم، وبه عموماً نسبة متوسطة من البروتين والمواد الدهنية.
- المخ سهل الهضم وبه كميات كبيرة من الفوسفور المفيد جداً للعظام، وبه نسبة جيدة من فيتامين (د).
- الأحشاء الداخلية مثل الأمعاء والطحال والرئتين وغيرها. وهي غنية بالبروتين وفقيرة نسبيًا بالفيتامينات والمواد المعدنية، وهي كذلك عسرة الهضم؛ ولذا ينصح بتقطيعها قطعًا صغيرة وطهيها جيدًا.

## طرق إنتاج اللحم
يمكن زيادة إنتاج اللحم من خلال:
1. زيادة عدد المواليد عن طريق زيادة نسبة الولادات التوأمية في الحمل الواحد أولاً ومن ثم الحصول على ولادة كل ثمانية أشهر بدلاً من ولادة واحدة في العام.
2. اتباع الوسائل الحديثة في تربية الخراف وتسمينها والتي من شأنها زيادة مردود الوحدة العلفية.

## الأهمية الاقتصادية
هناك طريقتان مختلفتان لرعاية الأغنام: الأولى هي تربيتها على المراعي، وهنا تنظم الأغنام في قطعان كبيرة، يحتوي كل منها على عدد يتراوح بين 1,000 و2,000 رأس أو أكثر، وتأكل الأغنام أعشاب المرعى. أما الطريقة الثانية لتربية الأغنام فهي تربيتها في المزارع. ويربي المزارع ما بين ثلاثين وبضع مئات من الأغنام في ساحات مسوّرة من المرعى. ويطعمها ـ في فصل الشتاء ـ الحبوب والدريس اللذين يزرعان في المزرعة.
وكانت الأغنام تُرَبَّى ـ على مر التاريخ ـ بصفة عامة في أماكن بعيدة عن المدن وعن غيرها من الأماكن المأهولة بالسكان. وذلك لسببين رئيسيين: السبب الأول هو أن الصوف ـ مقارنة مع المنتجات الأخرى ـ له قيمة كبيرة بالنسبة لوزنه، كما أنه لا يفسد، ولذلك يُمكن تخزينه وشحنه لمسافات بعيدة. والسبب الثاني هو أن الأغنام تحب التجمع في قطعان، ومن ثم يمكن ملاحظتها في قطعان كبيرة في الأرض الخلاء بقليل من العمالة. وتستطيع قطعان الأغنام العيش بدون ماء لفترات طويلة من الزمن، ولذلك يستطيع المزارعون تربية الأغنام في السهول الجافة.
وتُعد أستراليا الدولة الرائدة على مستوى العالم في مجال إنتاج وتربية الأغنام، كما أن أهم مقاطعة ـ في هذا المجال ـ هي نِيُوسَاوث ويلز، التي تمتلك ثلث أغنام أستراليا تقريبًا، ثم تليها منطقتا غربي أستراليا وفكتوريا. وتنقسم أستراليا إلى ثلاث مناطق مناخية محددة إلى حد بعيد. ففي منطقة المراعي الداخلية الأكثر جفافًا، ترعى الماشية والأغنام، لكن بدون زراعة محاصيل. وتجتمع في منطقة الأمطار الغزيرة فيجمع المزارعون بين تربية الأغنام والأنشطة الزراعية المختلفة الأخرى.

## معرض صور

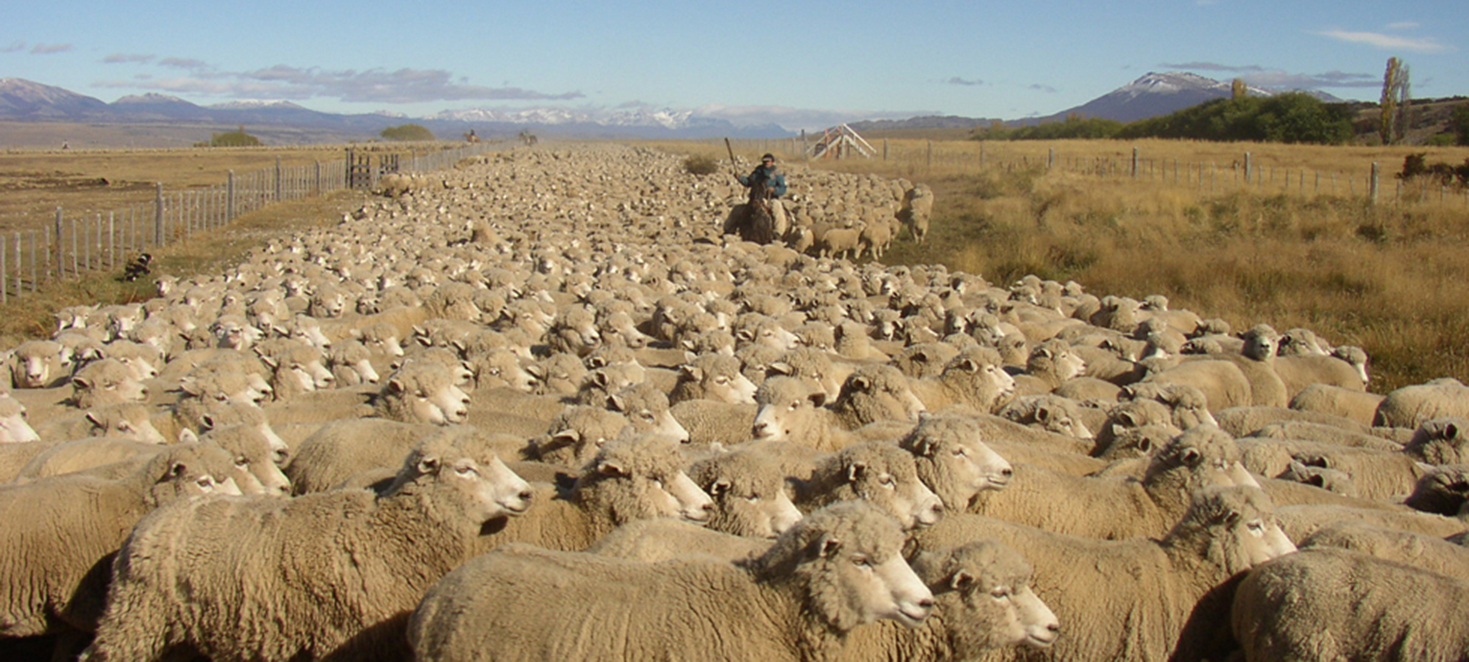
الأغنام في الأرجنتين
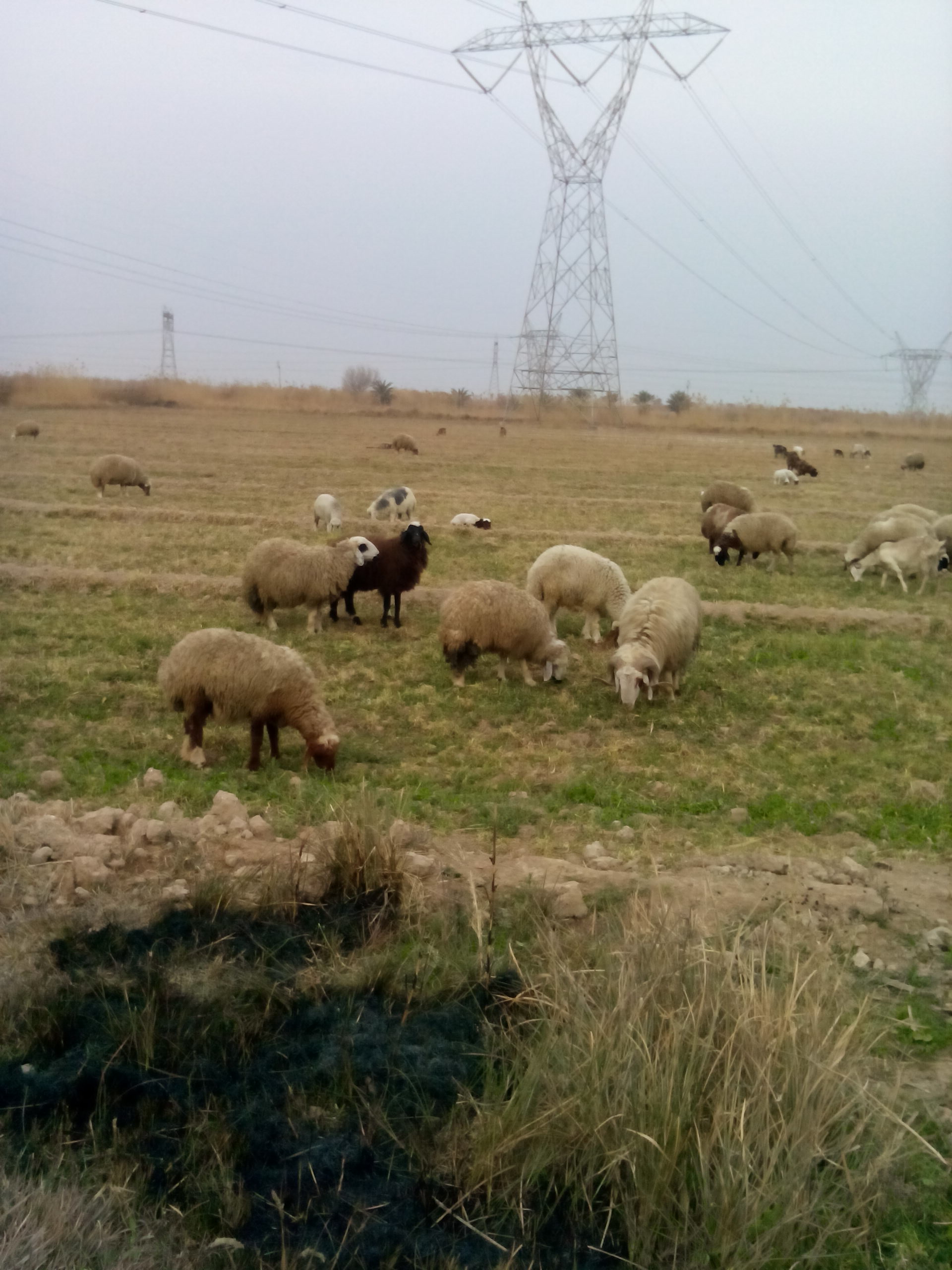
مجموعة من الخراف ترعى في سهول العراق
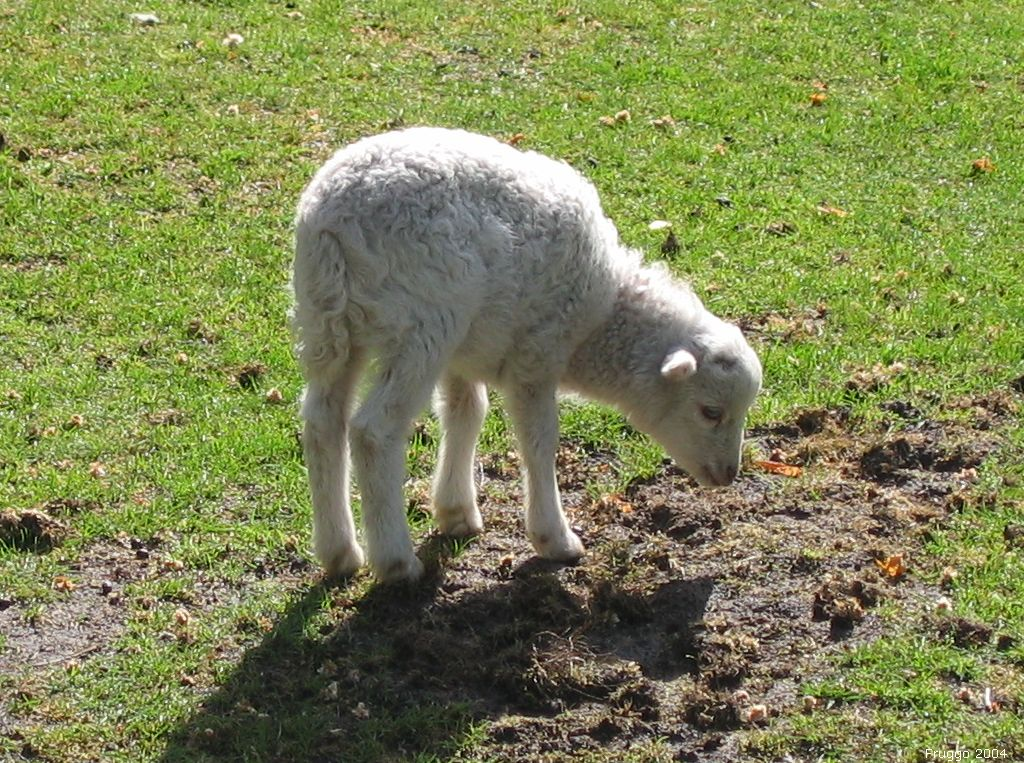
حمل
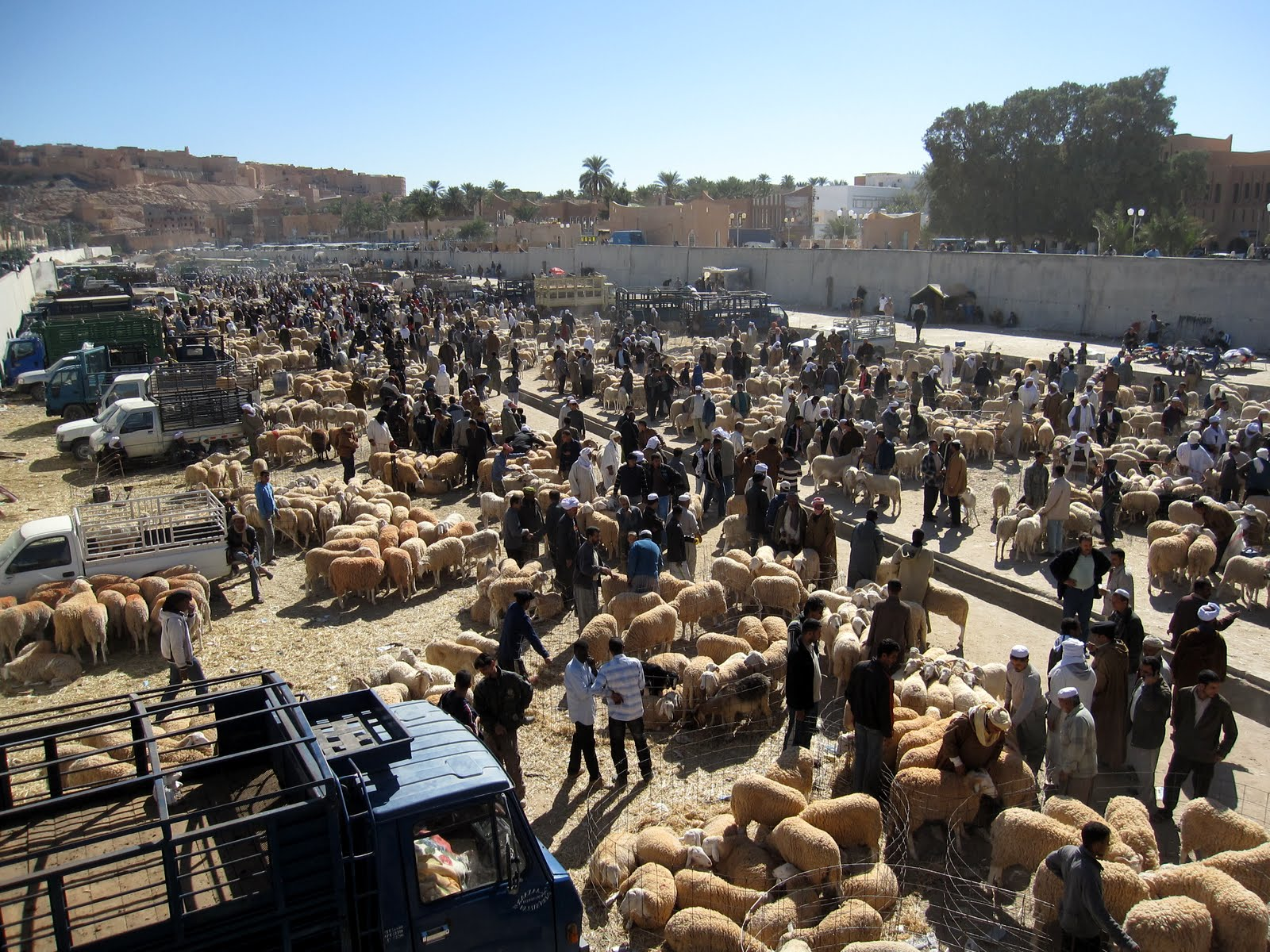
سوق للخرفان في واحة غرداية الجزائرية استعدادا لعيد الأضحى